# Ammothella dawsoni
Ammothella dawsoni is een zeespin uit de familie Ammotheidae. De soort behoort tot het geslacht Ammothella. Ammothella dawsoni werd in 1971 voor het eerst wetenschappelijk beschreven door Child & Hedgpeth. 